# Crkva sv. Blagovijesti u Dubrovniku
Srpska pravoslavna crkva sv. Blagovijesti (srp. Blagovještenja) izgrađena je u dubrovačkoj staroj gradskoj jezgri 1877. godine, u ulici Od puča 8, na ruševinama starih palača dubrovačke vlastele.[koje, kojih vlastelinskih obitelji] Uz nju se danas nalazi i muzej ikona i središte Srpske pravoslavne crkvene općine Dubrovnik. Pored ove crkve postoji i manja i starija pravoslavna bogomolja i groblje na Boninovu.
U Dubrovačkoj Republici službena je religija bilo katoličanstvo i pravoslavnim kršćanima i muslimanima bio je zabranjeno noćenje unutar zidina. Nije dopuštano postojanje nekatoličkih bogomolja osim sinagoge u Žudioskoj ulici koja je bila namijenjena judaistima. Slabljenje dubrovačke države dovelo je do stvaranja pravoslavne općine 1790. godine. Deset godina kasnije posvećena je prva pravoslavna bogomolja koja se nalazila izvan gradskih zidina, na Posatu. Tek 1804. godine pravoslavnom svećeniku dopušteno je stalno boraviti u gradu. Po raznoraznim srpskim i hrvatskim povijesnim izvorima srpskih pravoslavnih kršćana je u Dubrovniku u 19. stoljeću bilo između 300 i 1 000. U tom dobu Dubrovnik su posjetili i srpski jezikoslovac Vuk Karadžić i crnogorski državni poglavar Petar II. Petrović Njegoš. Prva pravoslavna crkva u gradu izgrađena je uz pravoslavno groblje na Boninovu 1848. godine.
Malobrojni pravoslavni kršćani su se zalagali za svoju bogomolju lobirajući i kod ruskih konzula i kod crnogorskog vladike. Naposljetku je 1877. podignut veliki pravoslavni hram, iako danas u Dubrovniku živi tek oko 1 200 vjernika. Pred ulazom u Crkvu sv. Blagovijesti, na prostoru s desne strane, bila je crkvica Gospe od Nuncijate iz 1680. Srušena je 1907. protivno danoj obvezi da će na tom mjestu ostati. Crkva sv. Blagovijesti tijekom napada na Grad 1991. nije značajnije oštećena.

## Dubrovnik i pravoslavlje
Dubrovačka Republika bila je "bastion" katoličanstva, potpuno zatvorena za inovjerce, vjerojatno kao rijetko koja država u povijesti Rimokatoličke crkve. Nalazeći se stoljećima kao tampon-država Istoka i Zapada, takvim odnosom prema katoličanstvu stari Dubrovčani htjeli su bezuvjetno osigurati trajno vezivanje svoje države za zapadni civilizacijski krug. Republika je u određenim iznimnim prilikama, posebno kad je trebalo izraziti humanost, iskazivala snošljivost prema drugim crkvama i vjerama. Tako je primjerice 1540. u Zakonu o upravljanju domom za nemoćne izrijekom određeno da se u nj imaju primiti i osobe drugih vjeroispovijesti, kojima treba dopustiti da "žive po svojim zakonima". U vezanosti za katoličanstvo stari Dubrovčani išli su toliko daleko da su zakonskim odlukama zabranjivali vlasteli sklapati brakove s inovjercima, a propisivali su i da unajmljeni vojnici i barabanti budu katolici. Oni se nisu tako ponašali iz moralnih načela, u smislu da bi prema inovjercima gajili nesnošljivost i mržnju, nego u prvom redu radi domoljubnih i državnih poriva. Oni su s pravom predviđali ono što se kasnije kroz stoljeća događalo s mnogim državama, tj. da razlika vjera može razdijeliti, do krvi posvaditi podanike i razgraditi državu. Znali su uočiti otkud opasnost dolazi. Radi takve procjene, ali i radi promicanja interesa trgovine, jedino su judaisti kao inovjerci mogli stalno prebivati unutar zidina. Zato im je vrlo rano bilo dopušteno izgraditi sinagogu, jednu od najstarijih u Europi.
U pravoslavlju se prepoznavala ozbiljna opasnost. Vjeruje se da je strah, koji se prenosio s naraštaja na naraštaj vlastele, u Dubrovčane usadio Sveti Franjo Asiški, koji je godine 1220., ako je predaja točna, izjavio da će Dubrovnik propasti kada u nj prodre pravoslavlje. Prema pravoslavcima provođena je prava diskriminacija. Postojala je odredba prema kojoj se nakon 10 godina boravka na području Republike stjecalo pravo državljanstva, a to se odnosilo samo na rimokatolike i judaiste. Pravoslavci nikad nisu mogli postati državljani Republike. Malo pravoslavnog pučanstva moglo je stalno boraviti samo u prigradskim područjima. Ante Marinović je naveo: "Čak je pravoslavcima bilo zabranjeno prenoćiti u Gradu unutar zidina i morali su napustiti Grad na znak večernjeg Angelusa kad su se zatvarala gradska vrata". Jedan od predvodnika dalmatinskih Srba krajem 19. stoljeća Nikodim Milaš došao je do istog zaključka: "Dubrovčani dok su imali Republiku, koji nijesu mogli trpjeti hristijanina Vostočne crkve niti jednu noć u gradu njihovom da prenoći".
I u vrijeme nakon što je od 1804. pravoslavno bogoslužje u Gradu postalo javno, u izražavanju vjerskih sloboda i dalje su vladale razlike između katolika i pravoslavaca. Primjerice ako bi netko od pravoslavnih umro unutar zidina pravoslavni svećenik mogao je sprovesti pokojnika, ali nije javno čitao niti pjevao zaupokojene pjesme dok ne bi prešao gradska vrata. Ako bi neki pravoslavac umro u bolnici, nije svećenik mogao ući u bolnicu u crkvenoj odjeći, već je morao pričekati pred bolnicom iznošenje tijela pokojnika. Ruski car Aleksandar I. imenovao je 1803. nekog gospodina Fontona svojim generalnim konzulom za Dalmaciju koji je imao stolovati u Dubrovniku. On je sa sobom doveo dva pravoslavna svećenika kako bi mu vršili službu u njegovoj konzulskoj kapeli. Dubrovački Senat naredio je izgon ove dvojice svećenika iz Dubrovnika, jer je navodno Franjo Asiški 1220. prorekao da će Dubrovnik svoju neovisnost i blagostanje sačuvati dokle bude zatvarao vrata pravoslavcima. Najviše su muke i truda dubrovački pravoslavci vidjeli glede ostvarivanja prava na bogomolju i groblje. Za obavljanje svojih vjerskih potreba godinama su odlazili u samostan Duži blizu Trebinja, a mrtve su pokapali izvan Grada, pod Bosankom. Kako se pred turskim terorom sve više pravoslavnih Hercegovaca počelo naseljavati na prostor Republike, zahtjevi za bogomoljom su se povećavali, a i Rusija je u tom smjeru vršila veliki pritisak.
Pravoslavna liturgija u Gradu počela se javno i neskriveno obavljati 1790. u kupljenoj kući na Posatu. Otad u Dubrovniku djelu i pravoslavna crkvena općina. Kuća na Posatu kupljena je od nasljednika pravoslavne obitelji Vladislavić koja je ondje bila doselila početkom 18. stoljeća iz Gacka u Hercegovini. Ugledni član te obitelji (Sava) boravio je u Rusiji. Imao je izvrsne veze s Petrom Velikim, a tvrdi se da je ondje u nekim poslovima pomagao i Dubrovačkoj Republici. Rade Vukomanović navodi kako je Sava 1717. godine došao u Dubrovnik posjetiti svoju majku i tu je imao namjeru na svom imanju podići grobnicu za svoju majku i crkvicu u kojoj bi se određeno vrijeme za majku služile zadušnice. S tom namjerom obratio se Senatu. Senat je dopustio izgradnju grobnice, uz dodatak da "ne može biti dopušteno, da se podigne crkvica, jer bi se tu služilo po greko-obredu, a taj je obred zabranjen u zemljama republike". Prvi paroh kojem je dopušteno vršenje liturgije u crkvici na Posatu (koja nije smjela imati nikakvih vanjskih obilježja i izvana se trebala doimati kao obična kuća) bio je kaluđer iz samostana Duži Pajsije Jokanović. Međutim, na sjednici Senata 22. siječnja 1803. bilo je zaključeno da se "mnogo popustilo greko-šizmaticima", pa je donijeta odluka da se svećenik protjera. No radi pobune pravoslavnog pučanstva i tutorstva pravoslavne općine zaključak je preinačen tako "da može dolaziti u Dubrovnik greko-šizmatički sveštenik dva puta godišnje, zadržati se svaki put po 8 dana, ali da crkveni tutori moraju, pod prijetnjom od godinu dana tamnice, svaki puta javiti vladi kad dođe i kad pođe taj sveštenik".
Pod pritiskom ruskog konzula Fontona, koji je dubrovačkim vlastima spočitavao da "vrijeđaju vjeru, koju ispovijeda njegov gospodar, ruski car i sva Rusija", a još više radi izravnog pritiska službene Rusije (u pitanje je bila došla čak plovidba dubrovačkih brodova Crnim morem), Dubrovčani su 1804. pristali da pravoslavni paroh može stalno boraviti u njihovu gradu. Tek tada je dopušteno da se crkvi na Posatu podigne zvonik, a prvi paroh kojem je otada bio dopušten boravak u Dubrovniku bio je Simeun Jovanović. Veću vjersku slobodu pravoslavci su dobili dolaskom francuske vlasti, a pravo državljanstva priznato im je tek 1813. godine. U Habsburškoj Monarhiji pravoslavlje je izjednačeno s drugim vjerama tek 1849. Zahvaljujući velikom nastojanju i zalaganju tutorstva pravoslavne općine, 1837. na Boninovu je podignuta Crkva sv. Arhangela Mihaila, u čijem je sastavu izgrađeno i pravoslavno groblje. Pravo da pravoslavna bogomolja uđe i unutar gradskih zidina ostvareno je 1877. kad je bila zgotovljena i osvećena Pravoslavna saborna crkva svete Blagovijesti. Iste godine je zatvorena crkva na Posatu.
Rade Vukomanović bilježi da su 1799. godine u Gradu živjele 24 pravoslavne obitelji sa 74 člana. Taj broj nije značajnije rastao sve do pada Republike. Josip Bersa tvrdi da je uoči pada Dubrovačke Republike živjelo 31 000 stanovnika, od čega 110 (0.35%) pravoslavaca. Stjepan Ćosić navodi da se tijekom epidemije kuge u Hercegovini 1814./15. u Dubrovnik doselilo oko 40 pravoslavnih obitelji. Po Stjepu Obadu u vrijeme pada Republike, godine 1808., u Gradu s predgrađima živjela su 6 564 stanovnika, od kojih 108 (1.64%) pravoslavnih. Isti podatak zapisuje i Ivo Banac, te dodaje i njihovu spolnu strukturu, 68 muških i 40 ženskih glava. U "Ostavšitini don Nika Gjivanovića", koja se čuva u Državnom arhivu u Dubrovniku, stoji da je 1818. unutar gradskih zidina bilo 3 360 katolika, 24 pravoslavca i 220 ostalih, a na Pilama 1 634 katolika i 333 pravoslavca. Po Ivu Periću krajem 1830. godine po popisu stanovništva Dubrovačko okružje imalo je 45 346 stanovnika, od čega 406 (0.89%) pravoslavaca. Godine 1835. po Branki Prpi-Jovanović od 71 225 pravoslavaca u Dalmaciji, 631 je živio u Dubrovačkom okružju; po Ivu Bancu 1839. bilo je u Dubrovniku 380 pravoslavaca, a po Stjepanu Ćosiću 1840. njih 400. Rade Petrović bilježi da je 1871. u dubrovačkom kotaru živjelo 33 635 stanovnika, od čega 391 (1.16%) pravoslavac. Godine 1877., u kojoj je posvećena pravoslavna bogomolja unutar zidina, po Josipu Bersi živio je u Gradu s prigradskim područjima 391 pravoslavac, a po Radi Vukomanoviću 395. Po potonjem deset godina kasnije na gradskom području u 115 kućanstava živjela su 544 pravoslavca (po Ivu Periću 1890. njih 515), 1900. u 157 kućanstava njih 945, a 1908. 991. Zna se da je po službenom popisu stanovništva 1900. na području od Kantafiga do Plata živjelo 897 (6.8%) pravoslavaca. Broj Srba (golemom većinom pravoslavaca) u Dubrovniku je dosegnuo vrhunac 1991. kad ih je živjelo 4 765 (6.67%). Nakon Domovinskog rata broj se naglo smanjio zbog iseljavanja. Po popisu stanovništva iz 2011. u Dubrovniku žive 1 164 Srbina, a u Dubrovačko-neretvanskoj županiji njih 2 095. Pravoslavaca u Gradu ima 1 481, a u cijeloj županiji 2 509.